# 算子
在数学领域裡，算子（operator）有别于物理的算符，是一種映射，一个向量空间的元素通過此映射（或模）在另一個向量空間（也有可能是相同的向量空間）中產生另一个元素。
算子对于线性代数和泛函分析都至关重要，它在纯数学和应用数学的许多其他领域中都有应用。 例如，在经典力学中，导数的使用无处不在，而在量子力学中，可观察量由埃尔米特算子表示。 各种算子可以具有包括线性、连续性和有界性等的重要性质。

## 定义
设U、V是两个向量空间。 从U到V的任意映射被称为算子。 令V是域K上的向量空间。我们可以定义包含所有从U到V算子的集合上的向量空间结构（A和B是算子）：
{\displaystyle (A+B)\mathbf {x} :=A\mathbf {x} +B\mathbf {x} }，
{\displaystyle (\alpha A)\mathbf {x} :=\alpha A\mathbf {x} }
对所有A, B: U→V，x{\displaystyle \in }U和α{\displaystyle \in }K。
从一个向量空间到自身的算子构成一个辛结合代数：
{\displaystyle (AB)\mathbf {x} :=A(B\mathbf {x} )}，
单位元是恒等映射（通常记为E、I或id）。

### 有界算子和算子范数
令U和V是同一有序域（例如{\displaystyle \mathbf {R} }）上的两个赋范向量空间。从U到V的线性算子被称为有界，如果存在C>0满足
{\displaystyle ||A\mathbf {x} ||_{V}\leq C||\mathbf {x} ||_{U}}
对所有x{\displaystyle \in }U。
有界算子构成一个向量空间。在这个向量空间上，我们可以引入一个与U和V的范数相容的范数：
{\displaystyle ||A||=\inf\{C:||A\mathbf {x} ||_{V}\leq C||\mathbf {x} ||_{U}\}}。
对于从U到自身的算子有
{\displaystyle ||AB||\leq ||A||\cdot ||B||}。
任何具有这一性质的辛赋范代数被称为Banach代数。 可以将谱理论推广到这样的代数上。 C*-代数是具有一些附加结构的Banach代数，在量子力学中起重要作用。

## 特殊情形

### 泛函
泛函是将向量空间映射到其底域的算子。 广义函数理论和变分法是泛函的重要应用。 两者对理论物理都非常重要。

### 线性算子
线性算子是最常见的算子。设U和V是域K上的向量空间。算子A：U→V被称为线性，如果
{\displaystyle A(\alpha \mathbf {x} +\beta \mathbf {y} )=\alpha A\mathbf {x} +\beta A\mathbf {y} }
对所有x、y{\displaystyle \in }U和α、β{\displaystyle \in }K。
线性算子的重要性在于它是向量空间之间的态射。
在有限维情形下，线性算子可以以下面的方式由矩阵表示。 设{\displaystyle K}是一个域，{\displaystyle U}和{\displaystyle V}是{\displaystyle K}上有限维向量空间。选择一组基{\displaystyle \mathbf {u} _{1},\ldots ,\mathbf {u} _{n}}{\displaystyle U}上和一组基{\displaystyle \mathbf {v} _{1},\ldots ,\mathbf {v} _{m}}在{\displaystyle V}上。令{\displaystyle \mathbf {x} =x^{i}\mathbf {u} _{i}}为{\displaystyle U}上的任意向量（假设有爱因斯坦求和约定），且有{\displaystyle A:U\to V}是线性算子。则有
{\displaystyle A\mathbf {x} =x^{i}A\mathbf {u} _{i}=x^{i}(A\mathbf {u} _{i})^{j}\mathbf {v} _{j}}。
所以有{\displaystyle a_{i}^{j}:=(A\mathbf {u} _{i})^{j}\in K}是算子{\displaystyle A}在固定基底下的矩阵表示。{\displaystyle a_{i}^{j}}不依赖于{\displaystyle x}的选取，且有{\displaystyle A\mathbf {x} =\mathbf {y} }当且仅当{\displaystyle a_{i}^{j}x^{i}=y^{j}}。因此在固定基底下的n×m矩阵一一映射到从{\displaystyle U}到{\displaystyle V}的线性算子。
与有限维向量空间之间的算子直接相关的重要概念包括秩、行列式、逆算子和特征空间。
线性算子在无限维情形也起着重要作用。秩和行列式的概念不能扩展到无限维矩阵。 这就是为什么在无限维情况下研究线性算子（和一般的算子）时采用非常不同的技术的原因。 在无限维情况下的对线性算子的研究被称为泛函分析。
实数序列（或更一般地任意向量空间中的向量序列）的空间本身构成无限维向量空间。 最重要的情形是实数或复数序列，这些空间与线性子空间一起被称为序列空间。 这些空间上的算子被称为序列变换。
巴拿赫空间上的有界线性算子在标准算子范数意义下构成Banach代数。 Banach代数理论将特征空间理论推广到更一般的谱的概念。

## 例子

### 几何
在几何中，有时研究向量空间上的附加结构。 在这些研究中，将这些向量空间一一映射到自身的算子非常有用，它们通过构造自然地构成群。
例如保持向量空间结构的双射算子正是可逆线性算子。 它们构成了一般线性群。 它们算子加法下不是向量空间，例如， id和-id都是可逆的（双射），但它们的和为0，不可逆。
在这样的空间上保持欧几里得度量的算子构成等度群，保持原型不变的子群被称为正交群。正交群中的保角算子构成特殊正交群。

### 概率论
概率论中也涉及到算子，如期望、方差、协方差、阶乘等。

### 微积分
从泛函分析的角度来说，微积分是研究两个线性算子：微分算子{\displaystyle {\frac {\mathrm {d} }{\mathrm {d} t}}}和不定积分算子{\displaystyle \int _{0}^{t}}。

#### 傅里叶级数和傅里叶变换
傅里叶变换在应用数学特别是物理学和信号处理中都是有用的工具。 它是另一种积分算子; 它的意义主要在于它以一种有效的可逆的方式将一个时域上的函数转换为频域上的函数。 因为是一个可逆变换算子，所以没有信息损失。 在周期函数这一简单情况下，该结果是基于定理任何连续周期函数可以表示为一系列正弦波和余弦波的和：
{\displaystyle f(t)={a_{0} \over 2}+\sum _{n=1}^{\infty }{a_{n}\cos(\omega nt)+b_{n}\sin(\omega nt)}}，
(a0, a1, b1, a2, b2, ...)实际上是无限维向量空间ℓ2的元素，因此傅里叶级数是线性算子。
当处理R → C的一般函数时，变换采用积分形式：
{\displaystyle f(t)={1 \over {\sqrt {2\pi }}}\int _{-\infty }^{+\infty }{g(\omega )e^{i\omega t}\,d\omega }}。

#### 拉普拉斯变换
拉普拉斯变换是另一种积分算子，用于简化求解微分方程的过程。
对于f = f(s)，拉普拉斯变换定义如下：
{\displaystyle F(s)={\mathcal {L}}\{f\}(s)=\int _{0}^{\infty }e^{-st}f(t)\,dt}。

### 标量和向量场上的基本算子
三个算子是向量微积分的关键：
- Grad（梯度），（算子符号{\displaystyle \nabla }）在标量场中的每个点对应一个向量，指向该场最大变化率的方向，并且其范数是该最大变化率的绝对值。
- Div（散度），（算子符号{\displaystyle \nabla \cdot }）是一个向量算子，用于描述向量场从给定点向外的发散度或朝向给定点的收敛度。
- Curl（旋度），（算子符号{\displaystyle \nabla \times }）是一个向量算子，用于描述在给定点的向量场旋转程度。

作为从向量微积分算子到物理、工程和张量空间的延伸，梯度、散度和旋度算子也经常与张量微积分相关联。 

## 另请参阅
- 运算
- 函数
- 数学符号表
- 向量空间
- 对偶空间
- 算子代数
- Banach代数（英语：Banach algebra）
- 算子列表（英语：List of operators）
- 算符
- 算子 (編程)